# Thomas Eakins
Thomas Cowperthwait Eakins (25. července 1844 Filadelfie – 25. června 1916 Filadelfie) byl americký realistický malíř, fotograf, sochař a výtvarný umělec.

## Život a dílo

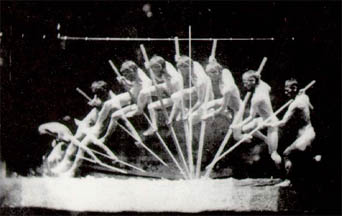
Vysokorychlostní fotografie, studie lidského pohybu při skoku o tyči, 1885

Namaloval několik set portrétů, většinou svých přátel, rodinných příslušníků, nebo významných osobností v oblasti umění, vědy, lékařství a duchovních. Portréty nabízí přehled o intelektuálním životě ve Filadelfii na konci 19. a počátku 20. století. Eakins namaloval řadu velkých obrazů, kterými přenesl portrét z ateliéru do kanceláří, ulic, parků a na břehy řek svého města. Aktivní pohyb v přírodě mu umožnil malovat téma, které ho nejvíce inspirovalo: nahé nebo lehce oděné postavy v pohybu. Maloval subjekty v plném slunečním světle, kromě toho vytvářel také obrazy hlubokého vesmíru s využitím svého studia perspektivy.
Eakins projevil také zájem o nové technologie chronofotografie – oblasti, ve které je nyní považován za inovátora. Avšak ve své době byl považován za kontroverzní postavu, jejíž práci byla za jeho života věnována malá míra oficiálního uznání. Po své smrti byl americkými historiky označen jako „nejsilnější, nejvíce hlubokomyslný realista devatenáctého a počátku dvacátého století v americkém umění“.
V roce 1883 se ke studiu Pensylvánské akademie výtvarných umění ve Philadelphii zapsala malířka a fotografka Eva Watson-Schütze. Studovala u Thomase Eakinse, ale v této době se zajímala o akvarely a olejomalby, a není známo, zda se ještě zajímala o Eakinsovo fotografování.

## Fotografie

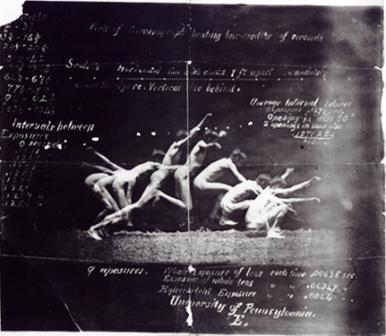
Study in Human Motion – studie lidského pohybu při skoku do dálky, 1885

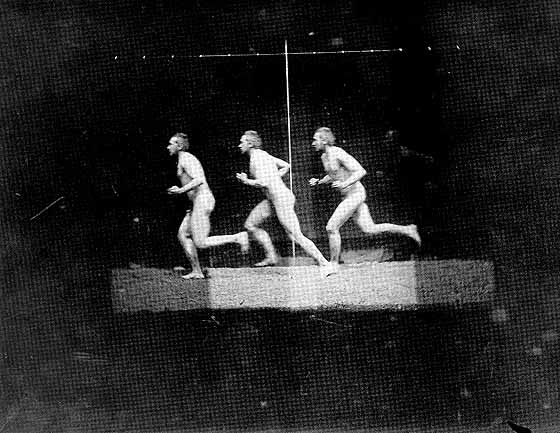
Sám nahý Eakins při detailní studii běhu

Eakins byl označen jako ten, kdo „přinesl fotoaparát do amerického výtvarného studia“. Během svého studia v zahraničí dostal možnost využívat fotografie u francouzských realistů, i když využití fotografie bylo stále odsuzováno jako zjednodušení tradicionalistů. V pozdních sedmdesátých letech 19. století se seznámil s fotografickými studiemi pohybu Angličana Eadwearda Muybridge, zejména s jeho sekvencemi koňů. Poté se začal o využití fotosekvencí pohybu také zajímat. Vytvářel své vlastní pohybové studie, obvykle zahrnující nahou postavu. Vynalezl dokonce svou vlastní techniku pro snímání pohybu na film. Kde se Muybridge opíral o systém řady fotoaparátů, které snímaly posloupnost jednotlivých fotografií, Eakins raději používal jednu kameru, která nasnímala řadu expozic na jeden negativ. Dobrým příkladem je jeho malovaný obraz Květnové ráno v parku, při kterém se významně spoléhal na pohybové studie, které zachycují skutečnou chůzi čtyř koní táhnoucích kočár patrona Fairmana Rogerse.
Poté, co v roce 1880 Eakins získal kameru, namaloval několik obrazů jako např. Mending the Net (1881) a Arcadia (1883) u kterých je známo, že byly celé nebo alespoň část odvozeny z jeho fotografií. Některé postavy se zdají být podrobně a přesně přeneseny z fotografie pomocí některých zařízení jako například laterna magica, ty se pak Eakins snažil zakrýt olejovou barvou. Eakins své metody uplatňoval důkladně ve snaze o přesnost a realismus. Takzvané „Série aktů“, na kterých začal pracovat v roce 1883, obsahovaly fotografie nahých studentů i profesionálních modelů, které byly zabírány z různých úhlů, aby se daly použít pro studium lidské anatomie, a byly často používány a vystavovány během studia ve škole. Později pořizoval buď v interiéru nebo venku portréty mužů, žen a dětí, včetně své manželky. Nejvíce provokativní, a jediné, které kombinovaly muže i ženy, byly fotografie nahého Eakinse a ženského modelu. Ačkoliv při fotografování byli přítomni svědci a pomocníci a pózy většinou čerpaly z tradice, už jenom pouhé množství fotografií a Eakinsovo zjevné zobrazení na nich ohrožovalo jeho postavení na Akademii.

## Amelia Van Buren

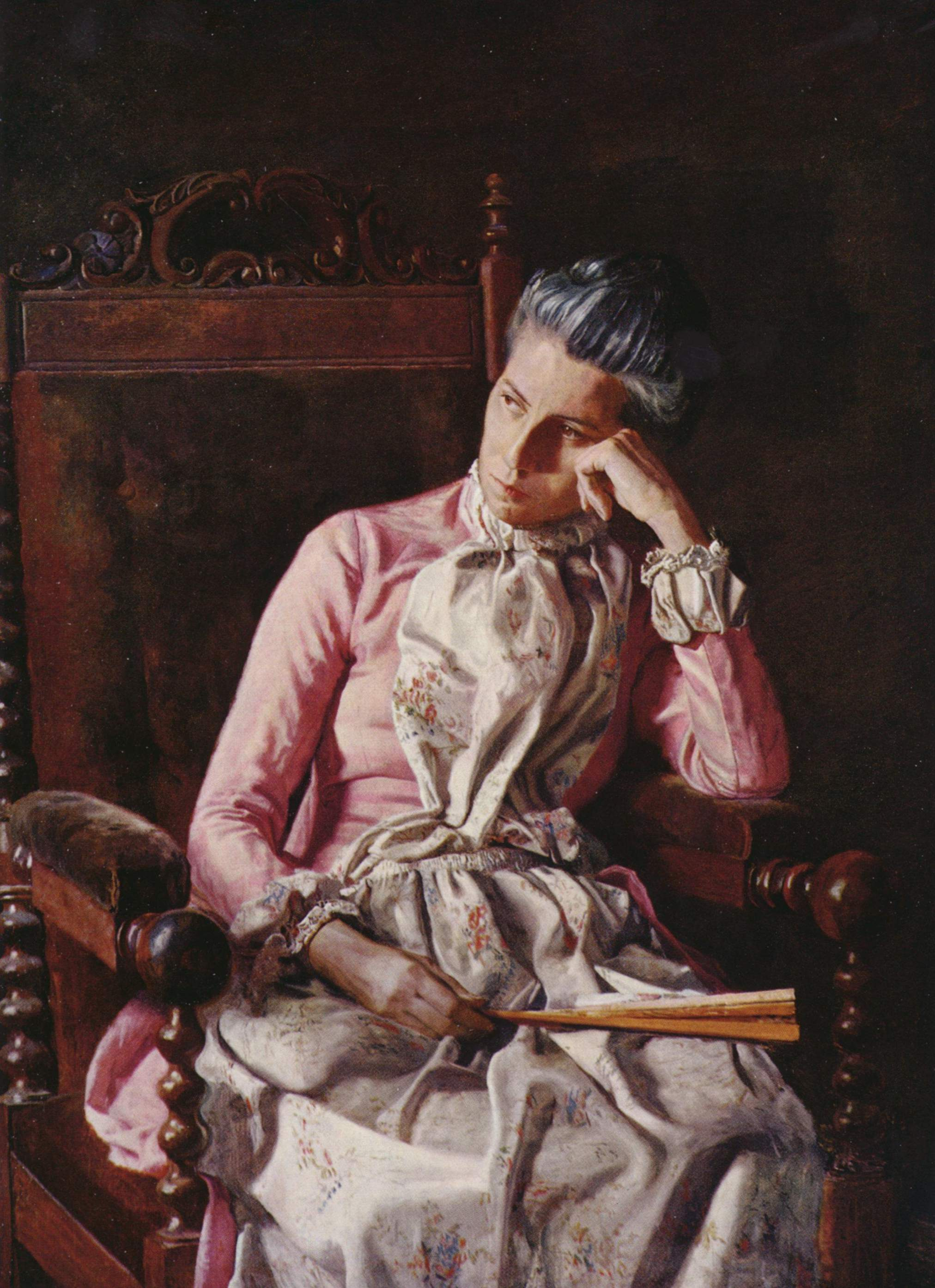
Miss Amelia Van Buren od Thomase Eakinse

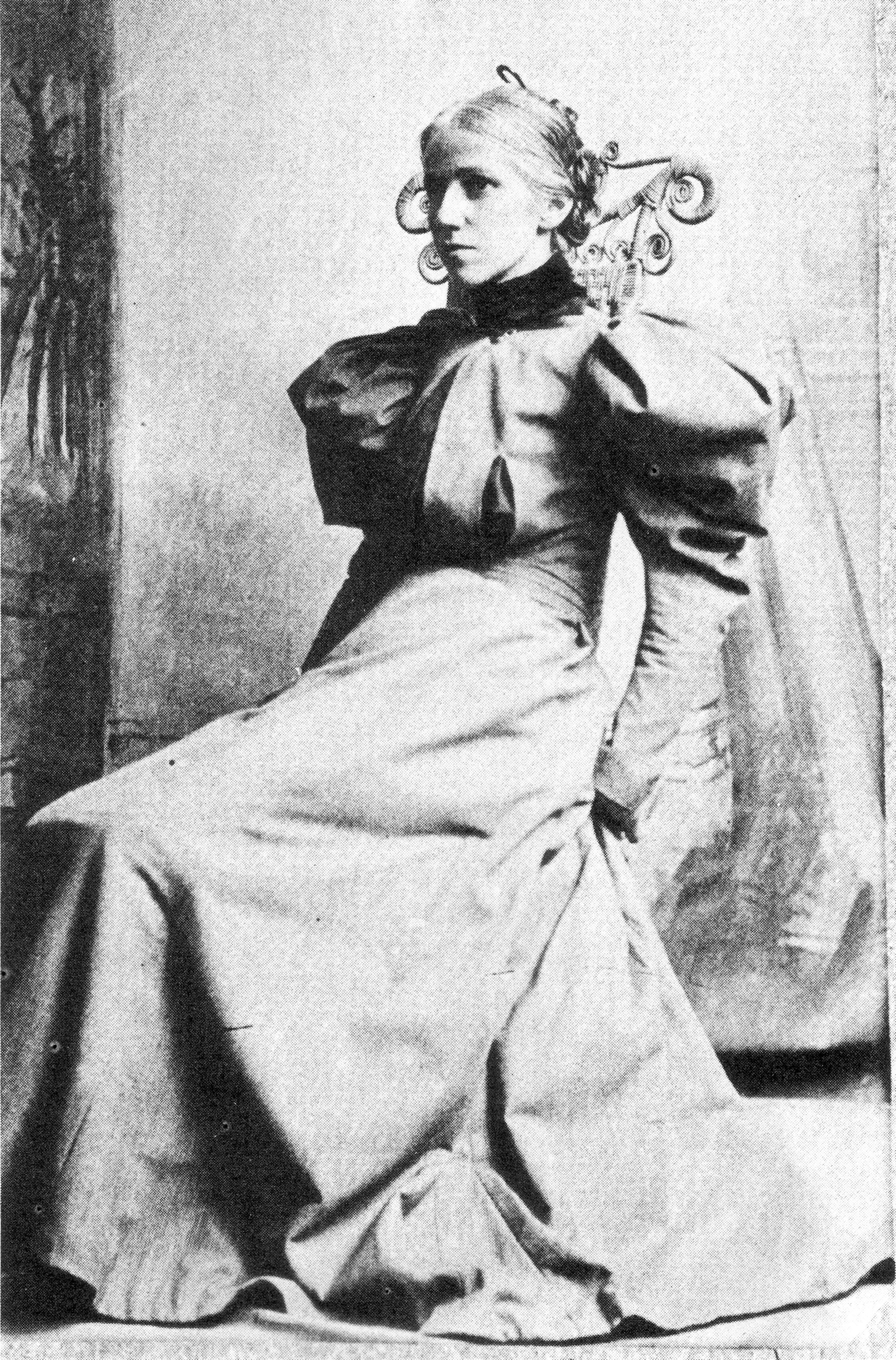
Fotografie Van Burenové od Thomase Eakinse, kterou zhotovil v rámci přípravy na olejomalbu Miss Amelia Van Buren

Talent Amelie Van Burenové umožnil absolvovat lekce výtvarného umění přímo u Eakinse, včetně kontroverzních lekcí s nahými modely, mužskými i ženskými.
V letech 1885–1886 se spiklo několik bývalých Eakinsových studentů (včetně Thomase Pollocka Anshutze a Colina Campbella Coopera), a Eakins byl vyhozen z Pensylvánské akademie výtvarných umění. Tvrdili vyšetřovacímu výboru, že Eakins využíval studentky, včetně Van Burenové, jako nahé modely. Dalším velmi pobuřujícím obviněním bylo, že Van Burenová položila Eakinsovi otázku týkající se pánevních pohybů, přičemž Eakins reagoval tím, že si sundal své kalhoty a pohyby demonstroval. Později trval na tom, že tato epizoda měla zcela profesionální charakter.
Po zotavení z neurastenie se Van Buren vrátila do Filadelfie, kde pokračovala ve studiu u Eakinse, i když už ne na Pensylvánské akademii. Van Buren a Eakins zůstali v úzkém kontaktu ještě několik let poté. Tři nebo čtyři roky po propuštění z akademie Eakins namaloval Van Buren na obraze Miss Amelia Van Buren (1891).

## Ukázky studií a maleb
Na všech, asi osmi stech fotografiích připisovaných Eakinsovi a jeho skupině lidí, jsou většinou studie postavy, a to buď oblečených nebo nahých nebo portréty. Žádný jiný americký umělec-fotograf té doby kromě Eakinse nevytvořil srovnatelný počet takových podobných snímků.

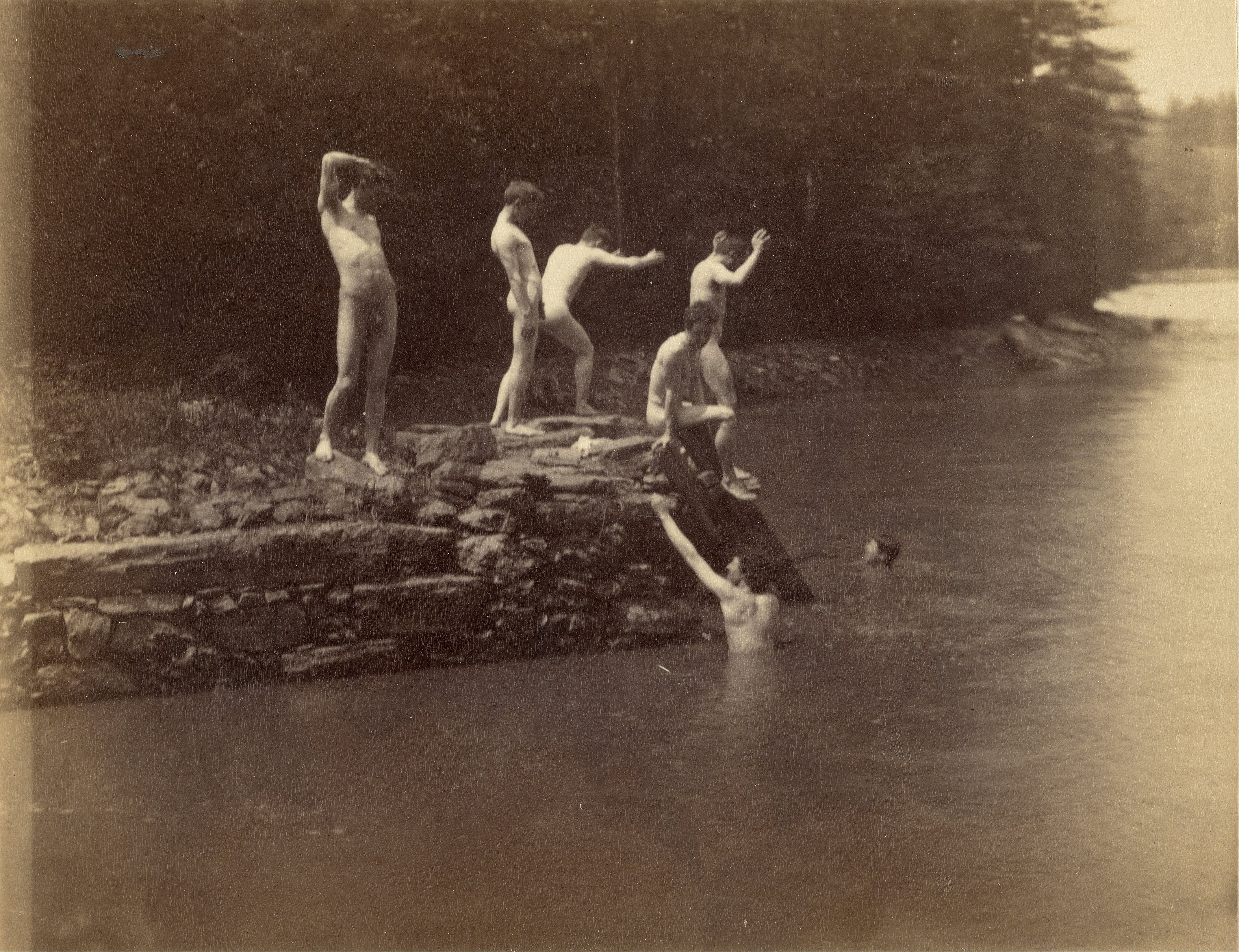
Fotografická studie pro obraz The Swimming hole
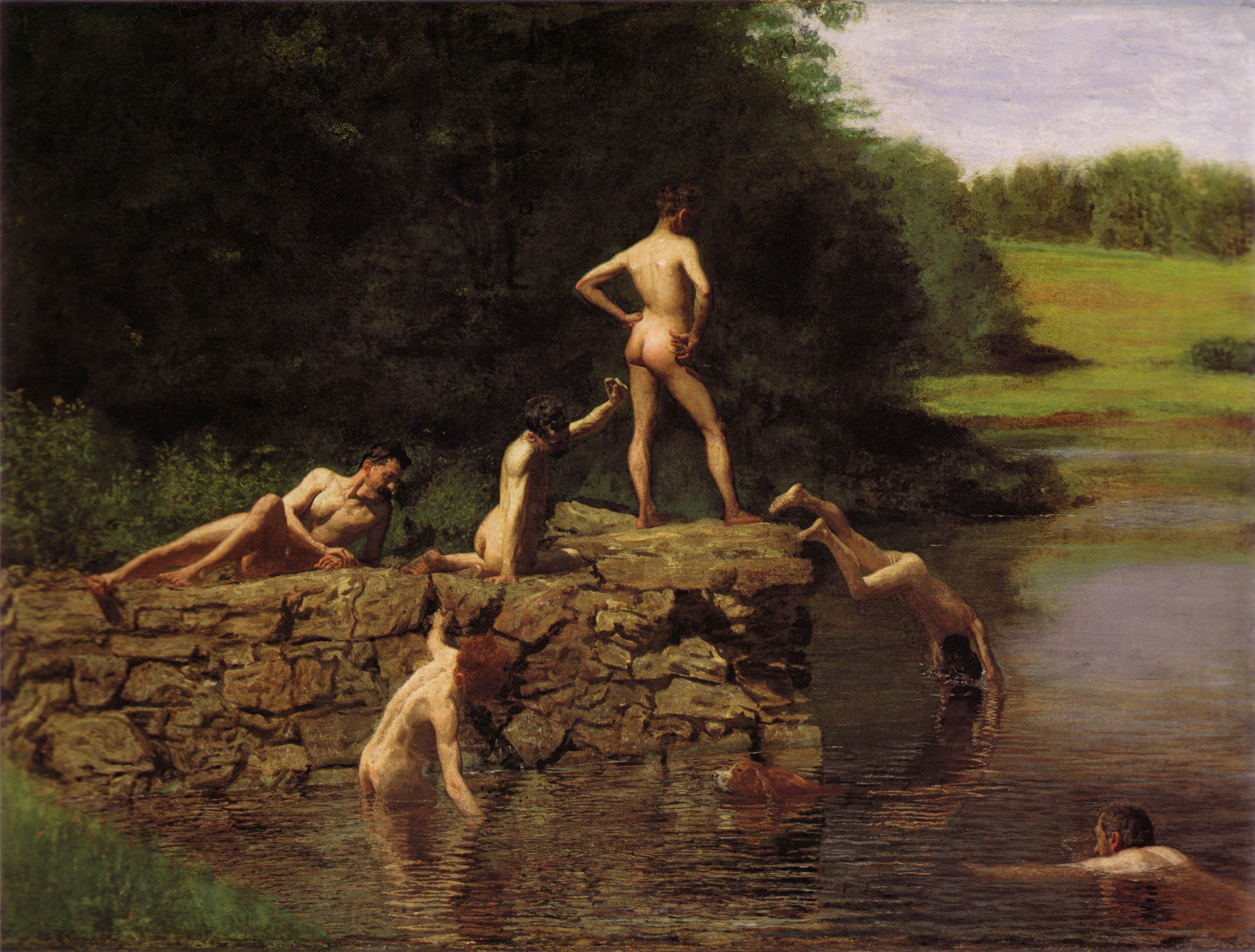
Malba The Swimming hole, 1885
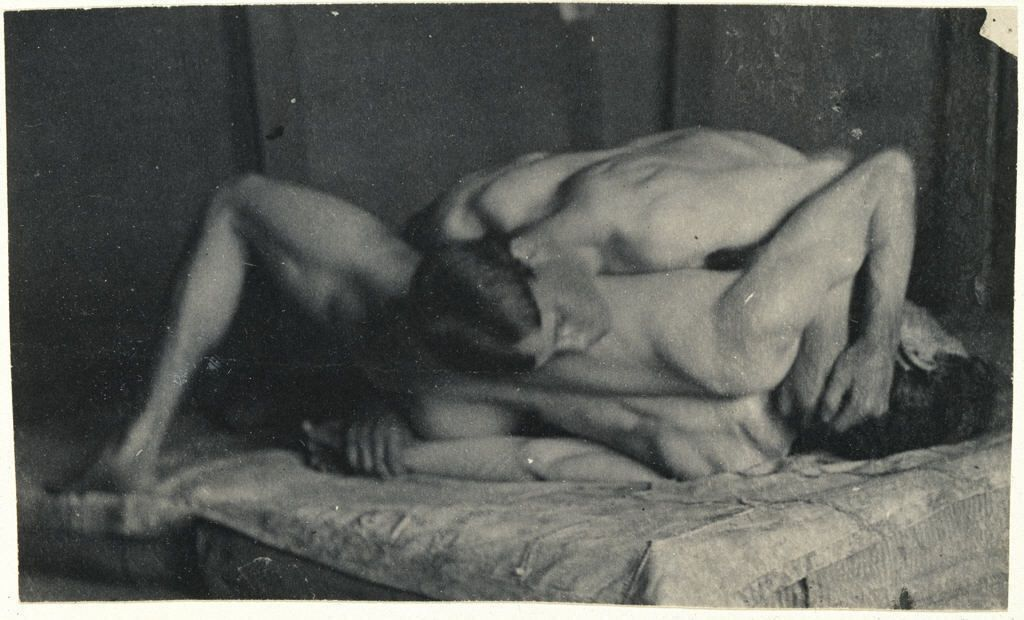
Fotografická studie zápasníků
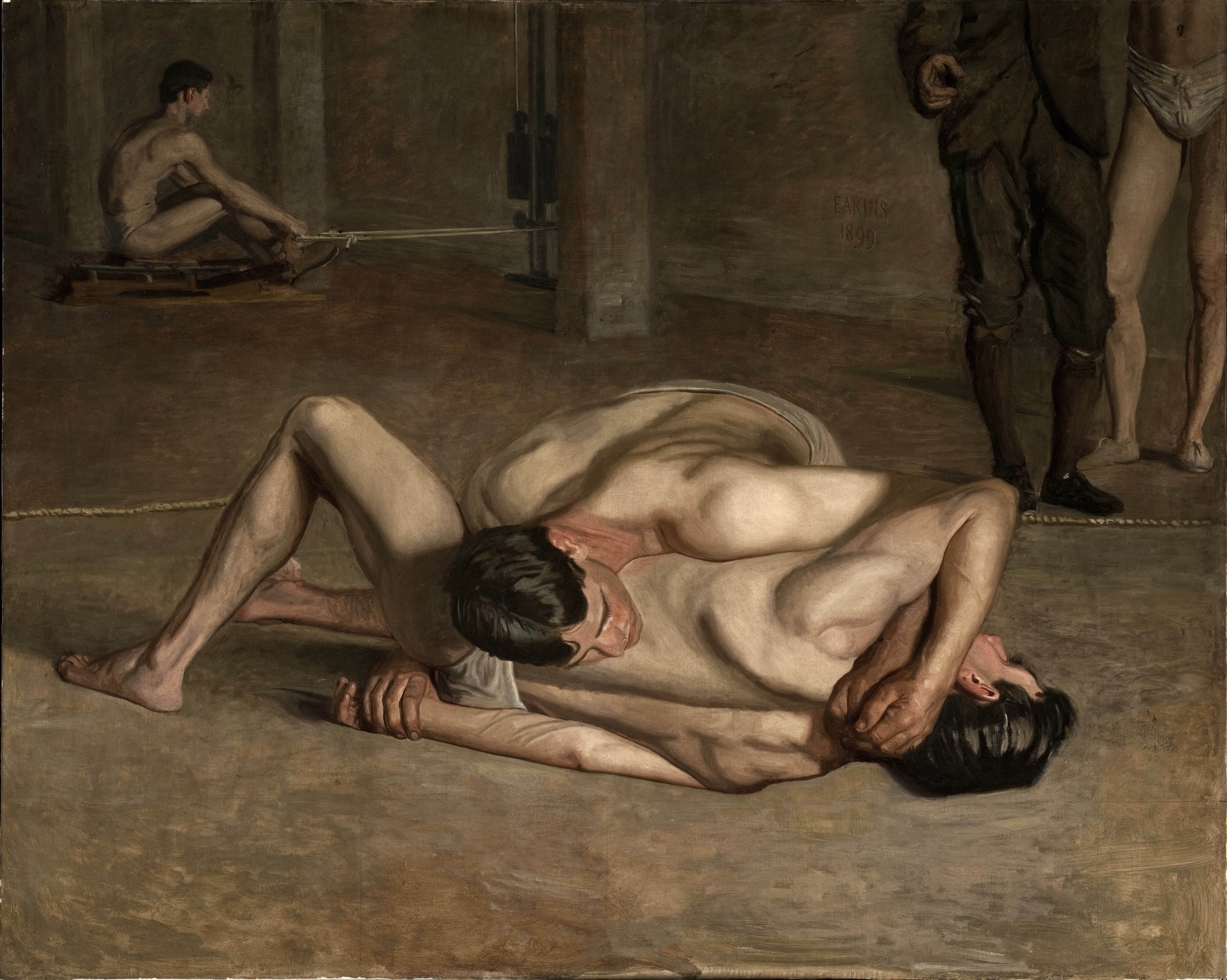
Finální malba Zápasníci

## Pionýři vysokorychlostní fotografie

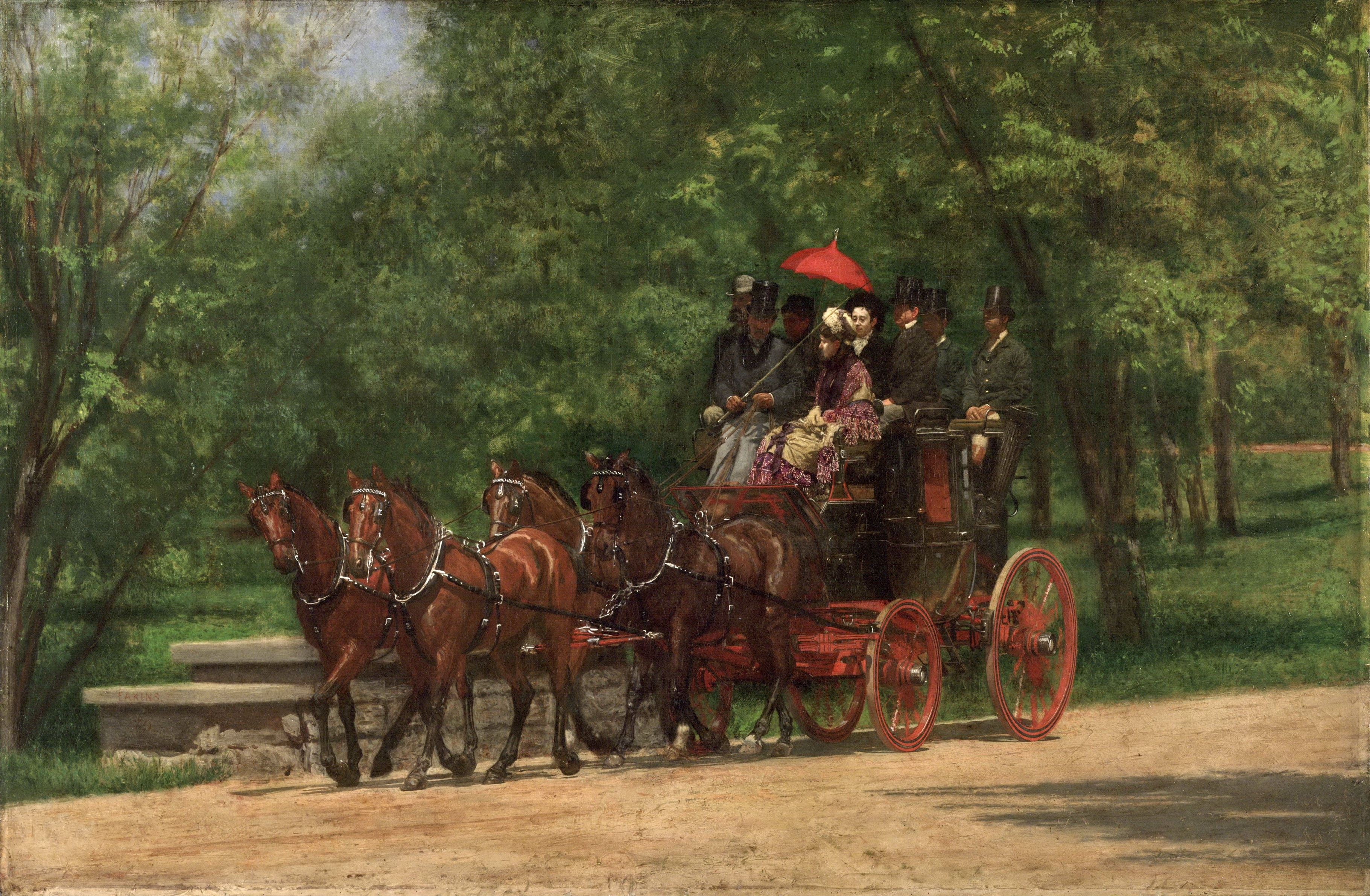
Květnové ráno v parku – obraz, kde využil pohybové fotostudie skutečné chůze čtyř koní táhnoucích kočár

- Eadweard Muybridge (1830–1904) – průkopník chronofotografie
- Étienne-Jules Marey (1860–1904) – francouzský lékař, fyziolog a fotograf série Muž, který sesedá z kola (1890–1895) – vynálezce chronofotografické pušky.
- August (1862–1954) a Luis (1864–1948) Lumièrové vyvinuli roku 1895 kinematograf (z řečtiny pohyblivý zapisovač).
- Harold Eugene Edgerton (1903–1990) – významný americký inženýr, vynálezce stroboskopu a pionýr vysokorychlostní chronofotografie.
- Ottomar Anschütz (1846–1907) – německý vynálezce a chronofotograf.
- Ernst Kohlrausch (1850–1923) – sportovní vědec a pionýr filmu.
- Anton Giulio Bragaglia – pionýr italské futuristické fotografie.
- Jean-Martin Charcot (1825–1893) – pařížský neurolog.
- Albert Londe (1858 – 1917) – francouzský lékařský chronofotograf.